# Pulau Muda
Pulau Muda is een bestuurslaag in het regentschap Pelalawan van de provincie Riau, Indonesië. Pulau Muda telt 4408 inwoners (volkstelling 2010).